# Себастьєн Лебланк
Себастьєн Лебланк (англ. Sébastien Leblanc; нар. 27 грудня 1973) — колишній канадський тенісист.
Найвищу одиночну позицію світового рейтингу — 361 місце досяг 5 серпня 1996, парну — 127 місце — 18 листопада 1996 року.
Здобув 5 парних титулів.
Завершив кар'єру 1997 року.

## Юніорські фінали турнірів Великого шолома

### Парний розряд: 3 (3 перемоги)
| Результат | Рік  | Турнір                               | Покриття | Партнер        | Суперники                         | Рахунок            |
| --------- | ---- | ------------------------------------ | -------- | -------------- | --------------------------------- | ------------------ |
| Перемога  | 1990 | Відкритий чемпіонат Франції з тенісу | Ґрунт    | Себастьян Ларо | Клінтон Марш Маркос Ондруска      | 7–6, 6–7, 9–7      |
| Перемога  | 1990 | Вімблдонський турнір                 | Трава    | Себастьян Ларо | Клінтон Марш Маркос Ондруска      | 7–6(7–5), 4–6, 6–3 |
| Перемога  | 1990 | Відкритий чемпіонат США з тенісу     | Тверде   | Грег Руседскі  | Мортен Ренстрем Мікаель Тільстрем | 6–7, 6–3, 6–4      |

## Фінали ATP Челленджер і ITF Ф'ючерс

### Парний розряд: 9 (5–4)
| Легенда              |
| -------------------- |
| ATP Челленджер (5–4) |
| ITF Ф'ючерс (0–0)    |

| Фінали за покриттям |
| ------------------- |
| Тверде (4–1)        |
| Ґрунт (1–3)         |
| Трава (0–0)         |
| Килим (0–0)         |

| Результат | В-П | Дата     | Турнір                                                 | Рівень     | Покриття | Партнер            | Суперники                              | Рахунок       |
| --------- | --- | -------- | ------------------------------------------------------ | ---------- | -------- | ------------------ | -------------------------------------- | ------------- |
| Поразка   | 0–1 | Вер 1991 | Ґрац, Австрія                                          | Челленджер | Ґрунт    | Маркус Неві        | Ян Апелль Равів Вейденфелд             | 3–6, 3–6      |
| Перемога  | 1–1 | Лип 1994 | Монтебелло, Канада                                     | Челленджер | Тверде   | Себастьян Ларо     | Серхіо Гомес-Барріо Браян Ґ'єтко       | 6–2, 6–3      |
| Поразка   | 1–2 | Чер 1995 | Велике герцогство Саксен-Веймар-Ейзенахське, Німеччина | Челленджер | Ґрунт    | Кріс Вудруфф       | Дірк Діер Ларс Кословскі               | 6–3, 3–6, 6–7 |
| Перемога  | 2–2 | Лип 1995 | Аптос, США                                             | Челленджер | Тверде   | Браян Макфі        | Білл Барбер Арі Натан                  | 6–3, 6–2      |
| Перемога  | 3–2 | Лис 1995 | Сантьяго, Чилі                                         | Челленджер | Ґрунт    | Брендон Коуп       | Ніколас Лапентті Габрієль Сільберштайн | 3–6, 7–5, 6–4 |
| Поразка   | 3–3 | Кві 1996 | Прага, Чехія                                           | Челленджер | Ґрунт    | Александар Кітінов | Доналд Джонсон Франсіско Монтана       | 6–3, 3–6, 1–6 |
| Перемога  | 4–3 | Лип 1996 | Аптос, США                                             | Челленджер | Тверде   | Жоселін Робішо     | Невілл Годвін Джефф Грант              | 7–6, 6–7, 7–5 |
| Поразка   | 4–4 | Вер 1996 | Аруба, Аруба                                           | Челленджер | Тверде   | Грант Стеффорд     | Магеш Бгупаті Леандер Паес             | 2–6, 2–6      |
| Перемога  | 5–4 | Лип 1997 | Аптос, США                                             | Челленджер | Тверде   | Жоселін Робішо     | Девід Колдвелл Адам Пітерсон           | 7–6, 6–4      |